# Jonas Ivens
Pour les articles homonymes, voir Ivens.
Jonas Ivens, né le 14 octobre 1984 à Beveren, est un footballeur belge retraité depuis 2016 et reconverti en entraineur. Il évoluait au poste de défenseur. Il est actuellement l'entraîneur adjoint de Philippe Clément à l'AS Monaco.
Il fut le capitaine du FC Malines et participa à la remontée du club en Pro League en 2008 et en finale de la Coupe de Belgique en 2009.
En juin 2016, il devient préparateur physique de Waasland-Beveren.  
Trois ans plus tard, il intègre le staff du Club Brugge KV. Il y est actuellement l'entraîneur adjoint de Philippe Clément.